# Флаг Чусовского городского округа
Флаг муниципального образования Чусовско́й муниципальный район Пермского края Российской Федерации — опознавательно-правовой знак, служащий официальным символом муниципального образования.
Флаг утверждён 29 января 2009 года и внесён в Государственный геральдический регистр Российской Федерации с присвоением регистрационного номера 5273.
Флаг составлен на основании герба Чусовского муниципального района, по правилам и соответствующим традициям вексиллологии и отражает исторические, культурные, социально-экономические, национальные и иные местные традиции.

## Описание
Описание флага, утверждённое решением Земского Собрания Чусовского муниципального района № 600, гласило

Прямоугольное красное полотнище с отношением ширины к длине 2:3, несущее вдоль нижнего края три голубые волнистые полосы, каждая с белой окантовкой, на них жёлтый струг с парусом и тремя веслами. Ширина полос — 1/7 ширины полотнища; ширина окантовки — 1/40 ширины полотнища.

23 июля 2009 года, решением Земского Собрания Чусовского муниципального района № 662, для приведения флага в соответствие с геральдическими правилами, описание флага было изложено в новой редакции:

Прямоугольное красное полотнище с отношением ширины к длине 2:3, с красной полосой вдоль нижнего края в 1/20 ширины, поверх которой три голубые волнистые полосы, каждая с белой окантовкой, на них жёлтый струг с парусом и тремя веслами. Ширина полос — 1/7 ширины полотнища; ширина окантовки — 1/40 ширины полотнища.

## Обоснование символики
Жёлтый (золотой) струг символизирует знаменательное для России историческое событие — поход дружины камских и чусовских казаков под руководством чусовлянина Ермака Тимофеевича в Сибирь в 1581 году. Струги легендарного казака поднялись по реке Чусовой от Нижне-Чусовского Городка до впадения в неё речки Серебрянки. Поднявшись по Серебрянке, отряд казаков перешел Уральский хребет. Началось великое освоение Сибири.
Три голубые волнистые полосы знаменуют реки, протекающие по территории Чусовского района: Вильву, Усьву, Чусовую.